# William Francis Medley

Wappen von William Francis Medley

William Francis Medley (* 17. September 1952 in Loretto, Kentucky) ist ein US-amerikanischer Geistlicher und römisch-katholischer Bischof von Owensboro.

## Leben
William Francis Medley empfing am 22. Mai 1982 durch den Erzbischof von Louisville, Thomas Cajetan Kelly OP, das Sakrament der Priesterweihe.
Am 15. Dezember 2009 ernannte ihn Papst Benedikt XVI. zum Bischof von Owensboro. Der Erzbischof von Louisville, Joseph Edward Kurtz, spendete ihm am 10. Februar 2010 die Bischofsweihe; Mitkonsekratoren waren der emeritierte Erzbischof von Louisville, Thomas Cajetan Kelly OP, und der emeritierte Bischof von Owensboro, John Jeremiah McRaith.